# RBOC
| Sigles de 2 caractères   |
| Sigles de 3 caractères   |
| ► Sigles de 4 caractères |
| Sigles de 5 caractères   |
| Sigles de 6 caractères   |
| Sigles de 7 caractères   |
| Sigles de 8 caractères   |

Les zones de service des sociétés régionales d'exploitation de Bell dans les États contigus des États-Unis immédiatement après la dissolution du système Bell, 1984
Ameritech
Bell Atlantic
BellSouth
Cincinnati Bell
NYNEX
Pacific Telesis
Southern New England Telephone
Southwestern Bell Corporation
US West

RBOC est le sigle de Regional Bell Operating Company (en français, compagnie régionale de téléphone américaine).
Les compagnies régionales de téléphone américaines ont été fondées lors du démantèlement d'AT&T en 1984. 